# کراندولا والساسینا
کراندولا والساسینا (به ایتالیایی: Crandola Valsassina) یک کومونه در ایتالیا است که در استان لکو واقع شده‌است. کراندولا والساسینا ۹٫۱ کیلومتر مربع مساحت و ۲۵۹ نفر جمعیت دارد و ۷۸۰ متر بالاتر از سطح دریا واقع شده‌است.